# マーラーの定理
数学において、Kurt Mahler (1958) によって導入されたマーラーの定理（マーラーのていり、英: Mahler's theorem）とは、連続な p-進関数を多項式で表現することについて述べたものである。
次の結果は任意の体において成立する。今、前進差分作用素を
{\displaystyle (\Delta f)(x)=f(x+1)-f(x)\,}
と定める。このとき、多項式関数 f に対して、次のニュートン級数が得られる：
{\displaystyle f(x)=\sum _{k=0}^{\infty }(\Delta ^{k}f)(0){x \choose k}.}
ただし
{\displaystyle {x \choose k}={\frac {x(x-1)(x-2)\cdots (x-k+1)}{k!}}}
は k 番目の二項係数多項式である。
実数体上では、関数 f が多項式であるという仮定は弱められるが、単なる連続性の仮定のみでは上の等式は成り立たない。
マーラーの定理では、f が p-進整数上の連続な p-進値関数であるなら、その等式が成り立つと述べられている。
上述の作用素 Δ と多項式列との関係は、微分と xk を k 番目の項とする数列との関係と似ている。
驚くべきことは、連続性と同程度弱い仮定の下で、上述の等式が成り立つということである。それと比較して、複素数体上のニュートン級数ではより強い制限が必要となり、特にカールソンの定理の成立が必要となる。
f が標数 0 の任意の体内の係数を持つ多項式関数であるなら、上述の等式は右辺が有限の項の和として成立する。これは代数的事実の一つである。